# Луке (Чайниче)
Луке (серб. Луке) — населенный пункт (деревня) в общине Чайниче, который принадлежит энтитету Республике Сербской, Босния и Герцеговина. По результатам югославской переписи населения 1991 года в Луке проживало 351 человек.

## Население
В населении деревни подавляющее большинство составляют сербы, доля остальных народностей низка.
| 1991                           | - | - | - | - | - | - |
| ------------------------------ | - | - | - | - | - | - |
| 351                            | - | - | - | - | - | - |
| Гистограмма динамики населения |   |   |   |   |   |   |

### Национальный состав населения
На 1991 год:
- сербы — 339 человек (96,58 %)
- хорваты — 2 человека (0,57 %)
- мусульмане — 0 человек (0,00 %)
- югославы — 9 человек (2,28 %)
- другие и неизвестно — 3 человека (0,85 %)